# Alatriste
Alatriste (Verweistitel: Captain Alatriste) ist ein Historienfilm aus dem Jahr 2006. Der Film basiert grob auf der Romanreihe Las Aventuras del Capitán Alatriste von Arturo Pérez-Reverte. Mit 28 Millionen US-Dollar Produktionskosten war Alatriste die bis dahin teuerste spanische Filmproduktion.

## Handlung
Die Handlung spielt zwischen Ende 1622 und Anfang 1643, zur Zeit Philipps IV. von Spanien und während des Achtzigjährigen Krieges zwischen Spanien und den Niederlanden. Auf einem namenlosen Schlachtfeld in Flandern verspricht der spanische Soldat Diego Alatriste einem sterbenden Kameraden, sich um dessen halbwüchsigen Sohn Íñigo Balboa zu kümmern.
Alatriste kehrt nach Madrid zurück, wo er sich unter seinem Nom de guerre „Capitan“ als „Mietschwert“ verdingt: für zahlende Auftraggeber bekämpft der ehemalige Soldat deren Gegner, sofern dies im Einklang mit seiner Ehre und den Zielen von König und Kirche steht. Er erhält gemeinsam mit dem Italiener Gualterio Malatesta von dem Sekretär des Königs, Alquézar, und einem hohen Würdenträger der Inquisition den Auftrag, zwei reisende Ketzer zu töten. „Capitan“ Alatriste verschont aber in letzter Sekunde deren Leben, weil er erahnt, dass es mit den Reisenden eine besondere Bewandtnis haben muss. Tatsächlich stellt sich kurz darauf heraus, dass es sich um Charles, Prince of Wales, und dessen Günstling, den Marquis von Buckingham, handelt. Beide weilten inkognito in Madrid, um eine Ehe zwischen dem englischen und dem spanischen Königshaus zu arrangieren. Der Plan scheitert dennoch durch weitere Einmischung der spanischen Inquisition. Die Reise der Engländer war vom Minister des Königs, dem Herzog von Olivares, eingefädelt worden und nur wenigen bekannt, darunter eben Alquézar. Olivares verbannt den des Verrats Verdächtigen Alquézar nach Spanisch-Amerika. Ihn begleitet seine minderjährige Nichte Angélica, die sich nach einer Zufallsbegegnung in ihren Altersgenossen Íñigo verliebt hat. Weil Alatriste als Mitwisser einer Verschwörung in Madrid nicht mehr sicher ist, kehrt er auf Olivares’ Anweisung hin gemeinsam mit Íñigo zurück nach Flandern, wo beide an der Belagerung von Breda teilnehmen.
Zehn Jahre später kehrt Diego Alatriste nach Madrid zurück, wo Íñigo inzwischen am königlichen Hof verkehrt und mit der heimgekehrten Angélica de Alquézar ein heimliches Liebesverhältnis unterhält. Alatriste wiederum will seine Geliebte, die Schauspielerin María de Castro, heiraten. Diese aber ist inzwischen Mätresse des Königs. Da Alatriste dies nicht akzeptiert, stellt ihn Malatesta in höherem Auftrag und verwundet ihn schwer. Der Italiener wiederum stirbt im Duell mit Íñigo.
Íñigo Balboas Liebe zu Angélica scheitert indes an deren Ehrgeiz und an dem eigenen Freiheitsdrang. Nachdem Íñigo es abgelehnt hat, einen Leutnantsposten in der königlichen Garde anzunehmen, willigt Angélica in die Ehe mit einem spanischen Granden, dem Grafen von Guadalmedina, ein. Wenig später wird Íñigo wegen angeblichen Hochverrats zur Galeerenstrafe verurteilt. Alatriste macht jedoch von seinem Einfluss auf Olivares Gebrauch und erreicht eine Amnestie von Íñigo. Anschließend sucht er die von ihrem königlichen Liebhaber mit Syphilis infizierte Maria de Castro auf und schmückt die nun gesellschaftlich Ausgestoßene mit jenem Collier, das er ihr einst zur Verheiratung schenken wollte.
Der Film endet im Mai 1643 mit der Schlacht von Rocroi, in der Alatriste eine Kugel trifft, kurz nachdem er Íñigo zu dessen eigenem Schutz in die hintere Schlachtreihe verwiesen hat.

## Hintergrund
Der Film verbindet künstlerische Fiktion mit historischer Authentizität. So ist die geheime Madrider Mission des Prince of Wales sowie des Marquis (seit 1623 Herzog) von Buckingham für das Jahr 1623 verbürgt. Historische Tatsache ist auch eine Begebenheit mit dem spanischen General Paul Bernard de Fontaine (auch „de Fuentes“, spanische Rückübersetzung des französischen Herkunftsnamens „Fontaine“ = „Quelle“): In der Schlacht von Rocroi, in der er fiel, ließ er sich in einem Lehnstuhl umhertragen (das von den Franzosen erbeutete Möbelstück ist im Pariser Invalidendom ausgestellt). Bei seinem Tod war er Maestre de campo general (Generaloberst), nachdem er 1640/41 zwischenzeitlich sogar als Gobernador de las Armas (Heereschef) fungiert hatte.
Von der Lebenswelt um 1630 sind im Film unter anderem das Innere eines Syphilisspitals in Madrid, die damalige Belagerungstechnik mit ihren Tunnelbauten, das Aufeinandertreffen zweier Tercios (Schlachtformationen) sowie Galeerensträflinge zu sehen. Auffällig ist die Bezugnahme auf Spaniens Kunst- und Kulturgeschichte: Etwa die szenische Nachstellung von Velazquez' berühmtem Gemälde Die Übergabe von Breda, das im nächstfolgenden Filmbild als fertiges Kunstwerk durch einen Park transportiert wird. Außerdem hält Alatriste Kontakt zu dem Schelmenromanautor Francisco de Quevedo, der zu Lebzeiten tatsächlich in Hofintrigen involviert war.

## Kritiken
„Historischer Abenteuerfilm nach den Romanen von Arturo Pérez-Reverte, der sich visuell eindrucksvoll an die Malerei der damaligen Zeit anlehnt. Darstellerisch überzeugend, weniger geglückt in der psychologischen Grundierung der Charaktere.“

## Auszeichnungen
Alatriste gewann drei Goyas in den Kategorien Beste Kostüme, Bestes Szenenbild und Bester Produzent.

## Belege
1. ↑   Freigabebescheinigung für Alatriste. Freiwillige Selbstkontrolle der Filmwirtschaft, Mai 2007 (PDF; Prüfnummer: 110 243 DVD).
2. ↑  vgl. variety.com (Memento vom 19. Dezember 2009 im Internet Archive)
3. ↑  Amith, Alan: The Emergence of a Nation State. Longman, London 1984, ISBN 0-582-48974-1, S. 156.
4. ↑  Fernando González de León: The road to Rocroi: class, culture and command in the Spanish Army of Flanders, 1567–1659. Brill Publishers, Leiden 2009, ISBN 90-04-17082-0, S. 37f.
5. ↑  Alatriste. In: Lexikon des internationalen Films. Filmdienst, abgerufen am 2. März 2017.